# ابراهیم مصطفی بیگ
ابراهیم مصطفی بیگ (؟ - ۱۹۱۰م) شیمی‌دان مصری در سدهٔ نوزدهم میلادی بود. در مدرسهٔ پزشکی قاهره درس خواند. در فرانسه در رشته‌های شیمی و فلسفهٔ طبیعت ادامه تحصیل داد. استاد شیمی در مدرسهٔ پزشکی قاهره انتخاب شد و از بنیان‌گذاران آزمایشگاه شیمیایی آن شمرده می‌شود. عضو مجلس عالی معارف شد. از سوی حکومت مصر به کنفرانس تربیت پاریس در سال ۱۸۸۹م فرستاده شد. پس از آن، اعتزال گزید و در عزبه سکنی گرفت. شیمی عمومی در چهار جلد، شیمی معندی، شیمی صنعتی، الإرشادات الجلیة فی التذکرة الطبیة، مبادی الطبیعة از آثار اوست.